# 22992 Susansmith
22992 Susansmith este un asteroid din centura principală de asteroizi.

## Descriere
22992 Susansmith este un asteroid din centura principală de asteroizi. A fost descoperit pe 4 noiembrie 1999 la Socorro, New Mexico, în cadrul proiectului LINEAR. Asteroidul prezintă o orbită caracterizată de o semiaxă mare de 3,00 ua, o excentricitate de 0,01 și o înclinație de 0,9° în raport cu ecliptica.